# Selaginella albociliata
Selaginella albociliata är en mosslummerväxtart som beskrevs av P.S. Wang. Selaginella albociliata ingår i släktet mosslumrar, och familjen mosslummerväxter. Inga underarter finns listade i Catalogue of Life.